# Stemma di Siracusa
Lo stemma della città di Siracusa è costituito da un'aquila dorata coronata all'antica che reca nel petto una fortezza, anch'essa di colore dorato, e tra le zampe stringe un fascio di fulmini. Di forma sannitica lo scudo è di colore verde, sotto la punta reca una lista di colore azzurro, fregiata da un ramo di ulivo, simbolo di gloria, e uno di alloro, simbolo di forza, il motto in latino "S.P.Q.S":
Il primo simbolo della Siracusa medievale fu l'aquila, figura rappresentativa di Zeus/Giove e di conseguenza del potere imperiale, di nobiltà, adottata a partire dall'anno 1194 — ma che si rifà all'antica tradizione monetale d'epoca greca sulla quale essa già figurava — sostituita nel XV secolo unicamente da una fortezza (o torre merlata) che meglio simboleggiava le imponenti fortificazioni delle quali la città era stata dotata e che la rendevano al tempo una delle più rinomate fortezze, o piazzaforte, d'Europa. Infine nel XVII secolo l'aquila ricompare, venendo congiunta con la fortezza e formando l'attuale stemma della città.
Il verde che fa da sfondo allo scudo sannitico simboleggia il coraggio e la speranza, è il colore della Terra; delle piante e degli alberi. Lo stemma si fregia della corona di città, rappresentata da un cerchio d'oro aperto da otto pusterle cordonate sostenente otto torri, di cui cinque visibili, il tutto d'oro e murato di nero. L'attuale stemma, così come il gonfalone di drappo verde, è stato concesso con regio decreto dell'8 dicembre del 1942.

## Storia dei simboli di Siracusa

### Il primo simbolo: l'aquila e il fascio di fulmini

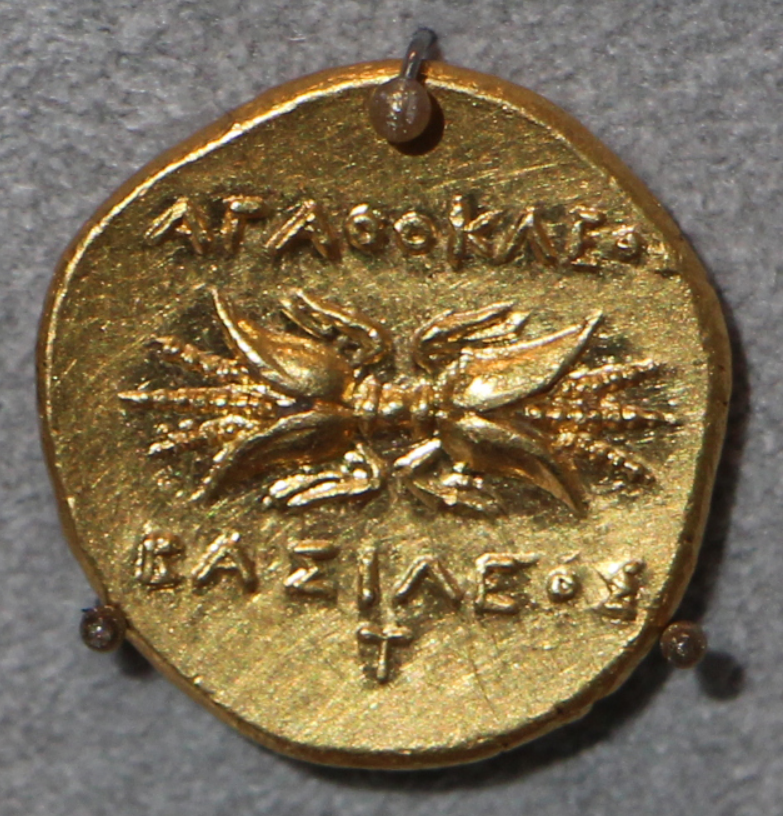
Fascio di fulmini incisi su una moneta d'oro di Siracusa, risalente al 295-289 a.C. (Agatocle basileus)

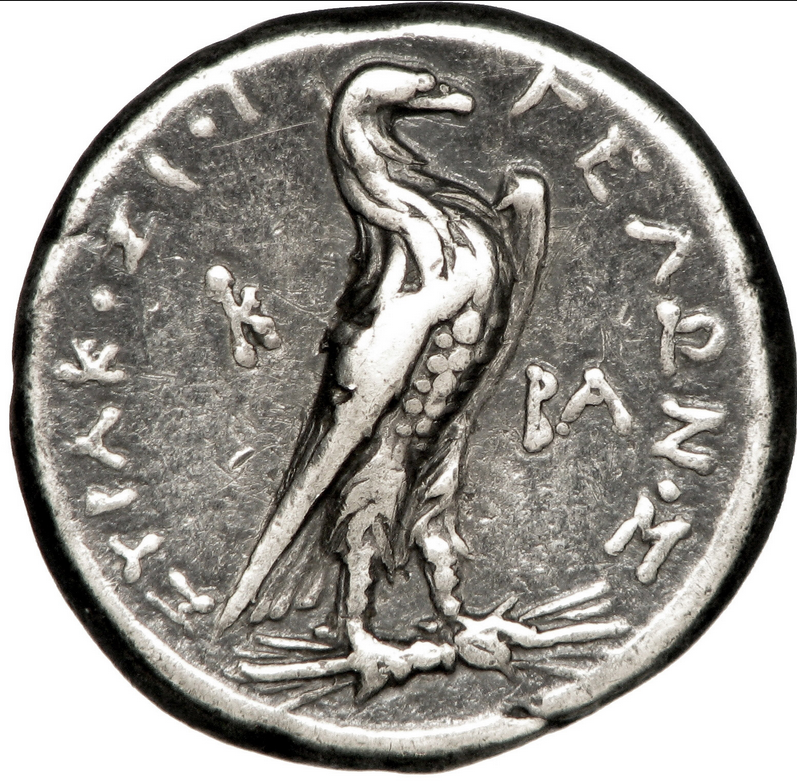
Aquila su fascio di fulmini in una moneta d'argento di Siracusa del 250 a.C.

Siracusa fu una delle primissime città d'Europa ad adottare l'aquila come simbolo, in quanto essa compare già nelle sue monete, risalenti al periodo dell'antica Grecia quando la città era governata da potenti tiranni, basileus e condottieri. L'aquila che aggrappa i fulmini impressa nel periodo ellenistico simboleggiava il potere dello Stato, forgiato sulla forza militare per volere divino. Era il simbolo di Zeus (il Giove dei Romani), così come il fascio di fulmini rappresentava la folgore del padre degli dei.
L'aquila fa la sua prima comparsa nell'Egitto tolemaico, a seguito delle conquiste di Alessandro Magno, e subito arriva in Sicilia, prima nelle monete di Siracusa, con le emissioni di Iceta e poi con Pirro, il quale si nomina re di Sicilia in quanto marito di Lanassa, figlia del dinasta di Siracusa, Agatocle. Considerando inoltre che le influenze egizie a Siracusa sono sempre state molto forti: antichi culti, legami di parentela con i faraoni ellenici e floridi rapporti con Alessandria d'Egitto hanno favorito la contaminazione culturale, trasportando ben presto il simbolo dell'aquila a Siracusa: essa si rivede anche nelle emissioni di Gerone II. Secondo altri, invece, sarebbe stato spontaneo l'arrivo del nobile animale nei simboli di Siracusa, e non sarebbe dipeso dall'influsso orientale o egizio.
Vi sono anche degli aneddoti che riguardano l'aquila nella storia del potere siracusano: essa compare, come animale simbolo, durante il regno di Dionisio II, quando rubando un'arma ad un soldato che stava a guardia della fortezza del tiranno, si fece annunciatrice funesta del volere di Zeus, annunciando al dinasta siracusano che il suo dominio stava per finire. Essa ricompare al fianco di un altro condottiero aretuseo: il giovane Gerone II (o Ierone II) che vide il maestoso animale posarsi sulla cima del suo bastone, preannunciandogli un futuro regale.

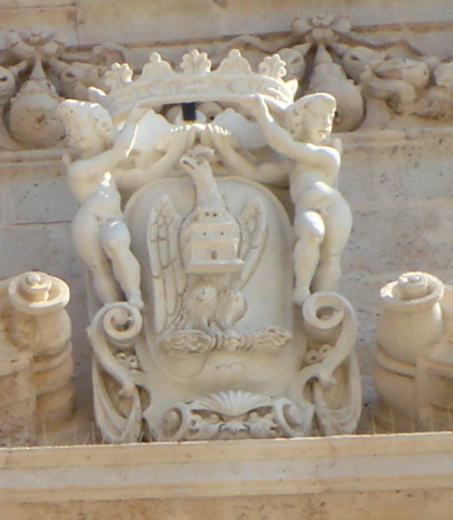
Lo stemma della città scolpito nel 1634 sulla facciata del palazzo del Vermexio; sede del comune di Siracusa. Gli angeli che lo attorniano recano una cornucopia colma di frutta: simbolo di abbondanza, felicità, provvidenza

Successivamente, in tempi medievali, la città si riempì di aquile, poiché essa era divenuta oramai il simbolo del potere regale dei numerosi sovrani che governarono la Sicilia: normanni, svevi e spagnoli. Siracusa, da sempre città strettamente connessa al potere imperiale, chiese ad Enrico VI di Svevia nell'XI secolo di poter aggiungere nelle Armi sveve della sua bandiera il simbolo dell'aquila; le fu concesso.
(Michele Romano, Siracusa: mostra I segni del governo.)
L'Arma araldica di Siracusa era rappresentata dunque unicamente da un'aquila reale, di colore nero. Ma tra il XIV e il XV secolo il simbolo di una fortezza scacciò del tutto la figura dell'aquila dallo stemma della città. Il nobile animale ritorna definitivamente a far parte dei simboli di Siracusa a partire dal XVII secolo, venendo messa in coppia con l'immagine della fortezza e colorandosi infine di oro.
(Dalla descrizione dello stemma presso il Comune di Siracusa.)
Già nel 1620, nel simulacro argenteo di Santa Lucia vi è raffigurata l'aquila che reca al petto la torre; segno tangibile che i due simboli erano stati uniti.

### L'antico stemma: la fortezza

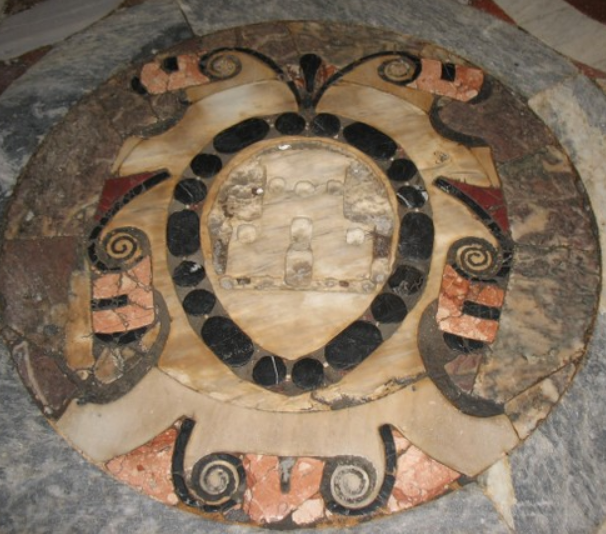
La più antica apparizione del castello d’oro torricellato, impressa nel Duomo siracusano

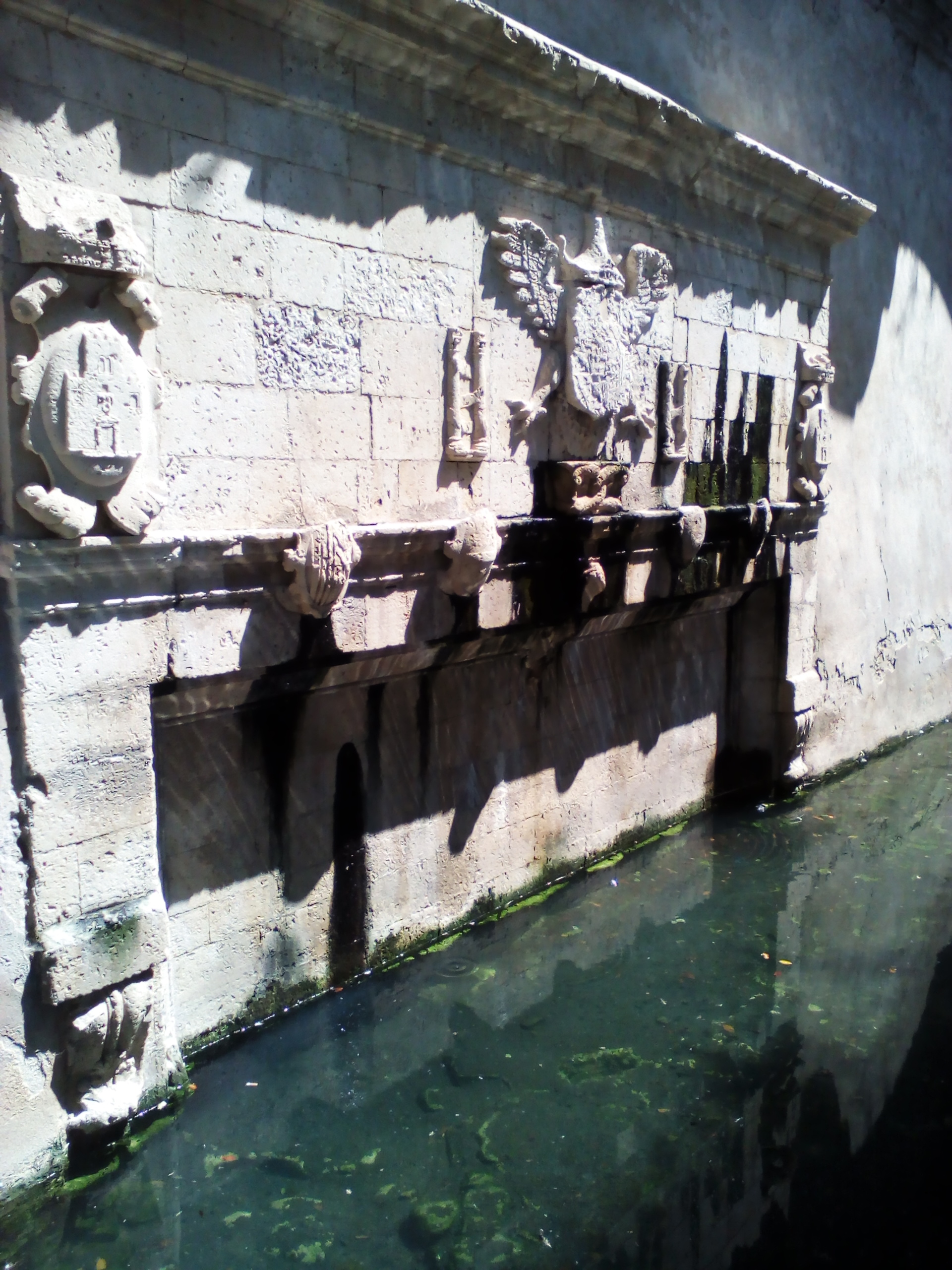
Lo stemma della fortezza scolpito alla Fontana degli Schiavi nel 1570

La fortezza (o anche castello turrito o più raramente torre merlata) rappresenta all'inizio della sua comparsa l'unico simbolo araldico di Siracusa nel XV secolo.
Esso si compone nel seguente modo:
- In cima merlatura di coronamento
- Sotto la merlatura finestre quadrate
- Sotto le finestre quadrate due bifore
- Sotto merlatura e bifore
- Segue un balcone con mensole
- Sotto un piccolo rosone
- Monofora
- Sulla base si trova il portale racchiuso da due paraste o colonne che sorreggono un frontone triangolare[11]

La più antica testimonianza della fortezza si trova all'interno del Duomo di Siracusa, nella sua pavimentazione risalente al XV secolo. Altre vetuste testimonianze del simbolo si possono osservare presso la porta della Marina, presso la fontana degli Schiavi e presso la chiesa di Santa Maria dei Miracoli. Discussa è la sua origine. Secondo il siracusano Carlo Ardizzone Scandurra, citato dall'araldista Giovan Battista di Crollalanza, essa compare nel 1410 in quanto dono della regina Bianca di Navarra: poiché i siracusani l'avevano difesa dalle truppe del conte modicano Bernardo Cabrera che assetato di potere venne fino a Siracusa per cercare di rovesciare l'autorità della regina spagnola, ma questa si rifugiò nel castello Marieth (oggi non più esistente) e difesa dai siracusani che avevano in simpatia le sorti della regina, essa resistette e per ringraziare la cittadinanza le avrebbe fatto dono di una stoffa nella quale era inciso il suo stemma; una torre merlata. Ma non è una tesi condivisa da tutti: secondo altri studiosi l'antico stemma sarebbe legato alla dinastia di Castiglia, molto influente a Siracusa, oppure sarebbe legata alla fortezza voluta da Federico II di Svevia: il castello Maniace o ancora alla costruzione della torre sulla facciata del Duomo, che risaliva al tempo greco: essa infatti spiccava sul tempio di Atena (la Minerva dei Romani), descritto da Cicerone, e sulla sua cima recava uno scudo in oro che risplendendo sul mare indicava ai naviganti l'arrivo nella polis. Il terremoto del 1693 la distrusse e non fu più ricostruita, ma potrebbe aver conservato il suo valore civico nell'antico stemma delle città.
La fortezza ha comunque un richiamo essenzialmente ideologico: rappresenta la città fortificata; la sua inespugnabilità. Siracusa al tempo della Camera Reginale fu una città che gli spagnoli fortificarono in maniera possente, demolendo le antiche costruzioni d'epoca greco-romana (come lo smantellamento dell'anfiteatro romano di Siracusa) per fabbricarvi nuove strutture difensive. Ancora nel XVIII secolo essa fu l'ultima piazzaforte degli Asburgo e veniva descritta come la migliore della Sicilia:
(Barbera, Da Antonello a Paladino, 1996, p. 29.)

### L'unione dei due simboli

Lo stemma del principe Leopoldo con l'aquila turrita e il motto di Siracusa posti in cima (1840-1844)

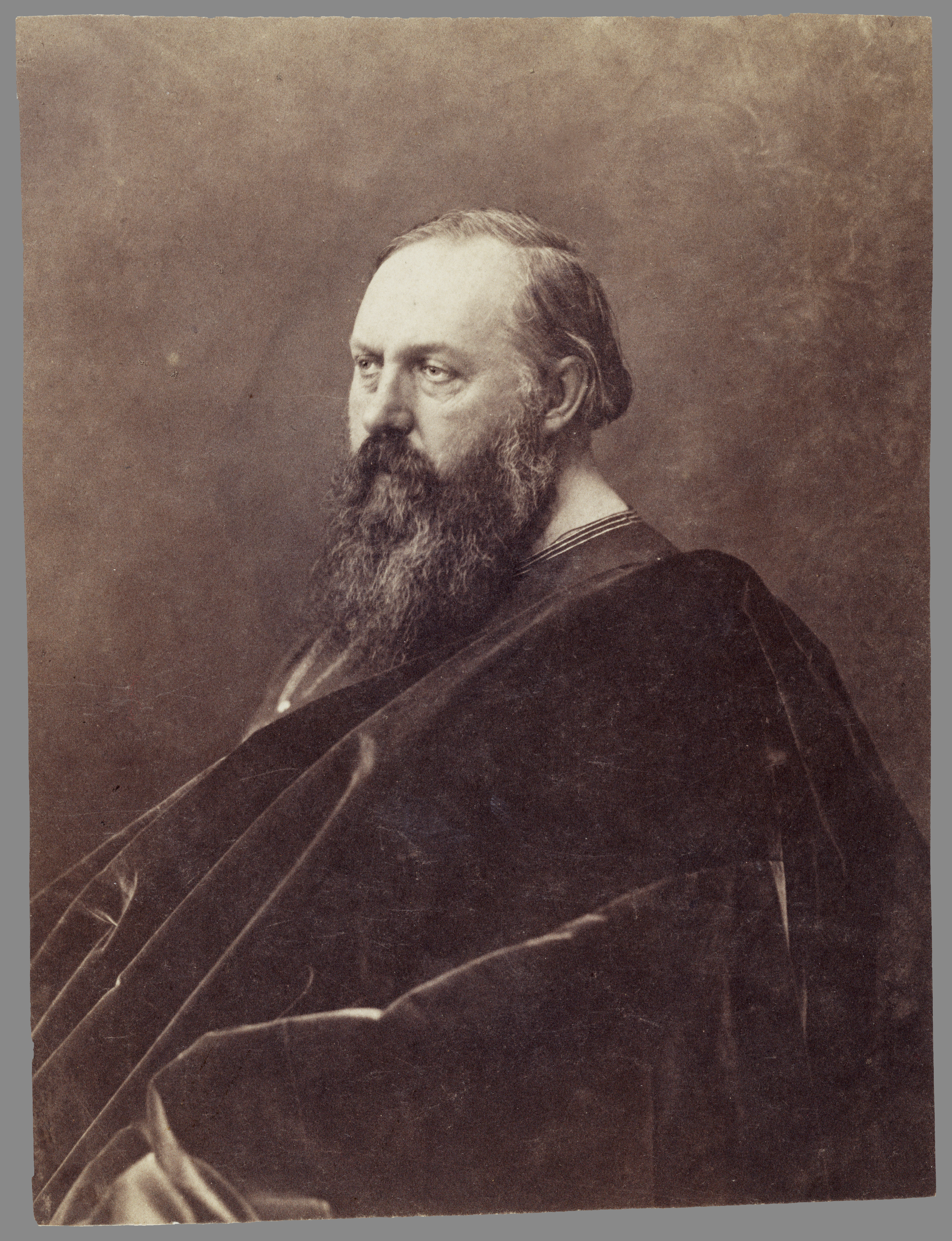
Leopoldo conte di Siracusa, figlio di Francesco I delle Due Sicilie e di Maria Isabella di Borbone-Spagna

Una volta uniti i due simboli, l'aquila e la fortezza, lo stemma di Siracusa assume un significato araldico che lo accosta molto da vicino alla più antica disciplina militare: l'aquila, simbolo di Zeus/Giove con la sua folgare indica la combattività; la fortezza indica la capacità difensiva della città.
(La descrizione dell'attuale stemma data dal Comune di Siracusa)
Nel XIX secolo, nello stemma del periodo borbonico appartenente al conte di Siracusa Leopoldo di Borbone-Due Sicilie si poteva leggere sul nastrino verde che lo ricopriva in cima il motto latino che spiegava l'insieme dei due simboli:

## Stemma e gonfalone provinciale
Gli antichi simboli di Siracusa, le sue emissioni monetali un tempo distribuite su gran parte del Mediterraneo, sono odiernamente raffigurate nel gonfalone del libero consorzio comunale di Siracusa (ex provincia di Siracusa), con la seguente descrizione:
R.D. dell'11 aprile e 21 settembre 1938, RR.LL.PP. del 14 settembre 1939
Gonfalone:
Drappo di verde...
R.D. dell'11 aprile e 21 settembre 1938, RR.LL.PP. del 14 settembre 1939